# Vụ án Khuông Chí Quân
Vụ án Khuông Chí Quân đề cập đến cái chết của một học sinh ở làng Song Tinh, thị trấn Đông Tuyền, quận Ba Nam, thành phố Trùng Khánh, Trung Quốc vào tháng 11 năm 2009. Do cái chết kỳ lạ của nạn nhân, nhiều suy đoán khác nhau đã được đưa ra giữa các cư dân mạng, nhiều truyền thuyết đô thị dựa trên sự việc này đã được lan truyền trên Internet. Vào năm 2015, sự việc này đã được dựng lại thành một bộ phim trực tuyến "The Boy in Red", được phát sóng trên iQIYI vào đầu năm 2016.

## Diễn biến

Thi thể bị treo trên xà nhà

Vào khoảng 12 giờ trưa ngày 5 tháng 11 năm 2009, một công nhân nhập cư, Khuông Kỷ Lục, trở về nhà ở Cao Thạch Khảm, làng Song Tinh, thị trấn Đông Tuyền, quận Ba Nam, từ nơi làm việc ở quận Giang Bắc, thành phố Trùng Khánh. Vào nhà bằng cửa sau thì phát hiện con trai là Khuông Chí Quân, học lớp 7 đã chết, khi chết nạn nhân mặc áo màu đỏ, bên trong mặc áo tắm của chị họ. Tay chân bị trói bằng dây thừng, tay treo trên xà nhà, chân treo một cái cân lớn, bên cạnh có một chiếc ghế dài bị lật úp xuống đất. Căn nhà ngổn ngang quần áo và đồ lặt vặt khắp nơi. Trong cặp đi học của cậu bé còn có 32,5 nhân dân tệ. Phía trước trán có vết thương nhẹ, trên đùi, bàn tay, mạng sườn, hai mắt cá chân có vết hằn sâu, không có vết thương nào khác.

### Kết luận
Sau khi thi thể được phát hiện vào ngày 5 tháng 11 năm 2009, Đội điều tra hình sự quận Ba Nam, cảnh sát hình sự thuộc Sở Công an Trùng Khánh và bác sĩ pháp y lần lượt đến hiện trường tiến hành điều tra. Bước đầu xác định nạn nhân tử vong trong vòng 48 giờ, tức là vào ngày 3 hoặc 4/11. Chiều tối cùng ngày, cảnh sát và các bác sĩ pháp y đã tiến hành khám nghiệm tử thi.